# ある男
『ある男』は、平野啓一郎による日本の長編小説。『文學界』2018年6月号に掲載されたのち、2018年9月30日に刊行された。第70回読売文学賞受賞。2022年に石川慶が監督を務め、妻夫木聡主演で実写映画化された。第46回日本アカデミー賞で最優秀作品賞に選出された。

## あらすじ
横浜在住だった里枝は離婚し、幼い息子を連れて故郷の宮崎に帰り、そこで出会った谷口大祐と再婚、新たに生まれた女児と4人で静かに暮らしていたが、数年後に大祐は事故で他界してしまう。ところが、大祐が長年疎遠にしていた兄・恭一が法要に訪れ、遺影に写っているのは大祐ではないと言い出した。
自分が結婚していた男が誰なのか悩み、離婚調停で世話になった弁護士・城戸章良に身元調査を依頼する里枝。城戸は本名不詳の男をX（エックス）と呼んで、忙しい弁護業務の傍ら、調査を始めた。
戸籍を売買して逮捕され、収監されている小見浦という老人と面会する城戸。小見浦はひと目で城戸を朝鮮人だと見抜き、からかうばかりで多くを語らなかった。しかし、後日に城戸に絵葉書を寄越し、曽根崎という男の名前を伝えて来た。
帰化した在日朝鮮人である城戸は、裕福な妻の実家と付き合うストレスに悩んでいた。妻に里枝との仲を疑われつつ、調査を進める城戸。本物の谷口大祐は実家を継いだ兄と折り合いが悪く出奔し、大阪で暮らしたことが分かった。大阪で大祐の恋人だった美涼に話を聞く城戸。
死刑囚の描いた絵の展覧会で、生前にXが描いた絵と似た絵を見つける城戸。その絵を描いた強盗殺人犯の小林謙吉は刑死していたが、誠という息子がいた。Xの写真を関係者に見せて誠がXだと突き止める城戸。誠は前途有望なプロボクサーだったが、父親が殺人犯だと知られることを恐れて挫折し、その後の消息は誰も知らなかった。
里枝の夫は誠だと分かったが、法律上、里枝の一家は結婚前の旧姓に戻ることになる。中学生に成長した息子に、これまで父親の墓を作れなかった理由を誠実に話す里枝。
美涼は本人に成りすましてフェイスブックを作り、谷口大祐という名前と夫の写真を掲載し続けていた。本物の大祐をおびき出す作戦だったが、ある日、曽根崎という男から、「偽物のサイトを閉鎖しろ」とのコメントが書き込まれた。このサイトの大祐が偽物と分かる曽根崎こそが本物の大祐だと確信して連絡を取り、恋人の美涼と対面させる城戸。本物の谷口大祐は自分を取り戻した。
実は誠は2回も名前を変えていた。小見浦から曽根崎の戸籍を買った後に、谷口大祐と名前を交換したのだ。全てを解決した城戸は日常業務に戻り、妻との仲も改善したかに見えたが、妻は浮気をしていた。
一方、里枝と話して父親について納得した息子は、幼い妹に、いずれ自分が父のことを説明すると頼もしい言葉を口にした。

## 登場人物
城戸章良
弁護士。ある日、かつての依頼者である里枝から「ある男」に関する奇妙な相談を受ける。
谷口里枝
城戸が担当したかつての依頼者。法要の日に遺影の「大祐」が自分の弟ではないと恭一が言い放ったことがきっかけで、亡くなった「大祐」の身辺調査を城戸に依頼する。
谷口大祐
里枝の再婚相手であり、林業に従事していた。里枝とは彼女の勤務先である文具店を訪れた際に知り合う。のちに事故死するが、本物の「大祐」の兄によって遺影の「大祐」が偽者であると判明する。
後藤美涼
本物の谷口大祐の元彼女。
谷口恭一
本物の谷口大祐の兄。遺影を見て「大祐」が自分の弟ではないと気づく。
中北
弁護士で、城戸の同僚。
城戸香織
城戸の妻。
小見浦憲男
戸籍交換ブローカー。

## 書誌情報
- 平野啓一郎『ある男』
  - 文藝春秋、2018年9月30日発売、ISBN 978-4-16-390902-8
  - 文春文庫、2021年9月1日発売、ISBN 978-4-16-791747-0

## 映画
2022年11月18日に公開された。監督は石川慶、主演は妻夫木聡。第79回ヴェネツィア国際映画祭オリゾンティ・コンペティション部門正式出品作品。第47回報知映画賞作品賞受賞。第44回ヨコハマ映画祭 脚本賞・撮影賞受賞。第46回日本アカデミー賞最優秀作品賞を含む8つの最優秀賞を受賞。

### キャスト
- 城戸章良：妻夫木聡
- 谷口里枝：安藤サクラ[2][3]
- 谷口大祐（ある男X）：窪田正孝[2][3]（幼少期：伊藤駿太[6]）
- 後藤美涼：清野菜名[2][3]
- 谷口恭一：眞島秀和[2][3]
- 中北：小籔千豊[2][3]
- 谷口悠人：坂元愛登[7][8] （幼少期：森優理斗[9]）
- 武本初江：山口美也子[7][8]
- 伊東：きたろう[7][8]
- 柳沢：カトウシンスケ[10]
- 茜：河合優実[10]
- 小菅：でんでん[10]
- 谷口大祐（本物）：仲野太賀[2][3]
- 城戸香織：真木よう子[2][3]
- 小見浦憲男：柄本明[2][3]
- 谷口花：小野井奈々[11]
- 城戸颯太：岩川晴[12]
- 高木：芹澤興人[13]
- 鈴木：矢柴俊博[14]
- 田島：水間ロン
- 奥村：山野海[15]
- 城戸の義父：モロ師岡
- 城戸の義母：池上季実子
- 黒木：松浦慎一郎[16]
- 坂崎の父：中村シユン
- 坂崎の母：眞田惠津子[17]
- 小野信博：小笠原覚[18]
- 小林謙吉：窪田正孝

### スタッフ
- 原作：平野啓一郎『ある男』
- 監督・編集：石川慶
- 脚本：向井康介
- 音楽：Cicada
- 製作：髙橋敏弘、木下直哉、田中祐介、中部嘉人、浅田靖浩、佐渡島庸平、井田寛
- エグゼクティブプロデューサー：吉田繁暁
- プロデューサー：田渕みのり、秋田周平
- 撮影：近藤龍人（J.S.C.）
- 照明：宗賢次郎（J.S.L.）
- 美術：我妻弘之
- 録音：小川武
- 装飾：森公美
- スタイリスト：高橋さやか
- ヘアメイク：酒井夢月
- VFXスーパーバイザー：赤羽智史
- 特殊メイク：中田彰輝
- 音響効果：中村佳央
- 助監督：中里洋一
- スクリプター：藤島理恵
- 製作担当：前場恭平
- プロダクションマネージャー：山田彰久
- ラインプロデューサー：高根澤淳
- プロデューサー補：鴨井雄一
- 音楽プロデューサー：高石真美
- 宣伝プロデューサー：湯浅正美
- 制作プロダクション：松竹撮影所
- 企画・配給：松竹
- 製作：「ある男」製作委員会（松竹、木下グループ、GYAO、文藝春秋、イオンエンターテイメント、コルク、松竹ブロードキャスティング）

### 受賞
| 賞                     | セレモニー開催日 または発表日 | カテゴリー         | 対象       | 結果 | 出典   |
| ---------------------- | ----------------------------- | ------------------ | ---------- | ---- | ------ |
| 第47回報知映画賞       | 2022年11月30日                | 作品賞             | ある男     | 受賞 | [ 19 ] |
| 第65回ブルーリボン賞   |                               | 作品賞             | ある男     | 受賞 |        |
| 第65回ブルーリボン賞   | 助演女優賞                    | 清野菜名           | 受賞       |      |        |
| 第44回ヨコハマ映画祭   |                               | 日本映画ベストテン | ある男     | 2位  |        |
| 第44回ヨコハマ映画祭   | 脚本賞                        | 向井康介           | 受賞       |      |        |
| 第44回ヨコハマ映画祭   | 撮影賞                        | 近藤龍人           | 受賞       |      |        |
| 第44回ヨコハマ映画祭   | 助演女優賞                    | 河合優実           | 受賞       |      |        |
| 第46回日本アカデミー賞 | 2023年3月10日                 | 最優秀作品賞       | ある男     | 受賞 | [ 5 ]  |
| 第46回日本アカデミー賞 | 2023年3月10日                 | 最優秀監督賞       | 石川慶     | 受賞 | [ 5 ]  |
| 第46回日本アカデミー賞 | 2023年3月10日                 | 最優秀脚本賞       | 向井康介   | 受賞 | [ 5 ]  |
| 第46回日本アカデミー賞 | 2023年3月10日                 | 最優秀主演男優賞   | 妻夫木聡   | 受賞 | [ 5 ]  |
| 第46回日本アカデミー賞 | 2023年3月10日                 | 最優秀助演男優賞   | 窪田正孝   | 受賞 | [ 5 ]  |
| 第46回日本アカデミー賞 | 2023年3月10日                 | 最優秀助演女優賞   | 安藤サクラ | 受賞 | [ 5 ]  |
| 第46回日本アカデミー賞 | 2023年3月10日                 | 最優秀録音賞       | 小川武     | 受賞 | [ 5 ]  |
| 第46回日本アカデミー賞 | 2023年3月10日                 | 最優秀編集賞       | 石川慶     | 受賞 | [ 5 ]  |

## ミュージカル
2025年8月4日から8月17日まで東京建物 Brillia HALL、8月23日から8月24日まで広島文化学園HBGホール、8月30日から8月31日まで東海市芸術劇場 大ホール、9月6日から9月7日まで福岡市民ホール 大ホール、9月12日から9月15日までSkyシアターMBSで公演予定。主演は、浦井健治。

### キャスト
- 城戸章良：浦井健治
- ある男・X：小池徹平
- 後藤美涼：濱田めぐみ
- 谷口里枝：ソニン
- 谷口恭一：上原理生
- 谷口大祐：上川一哉
- 城戸香織：知念里奈
- 小見浦憲男 / 小菅：鹿賀丈史
- 碓井菜央
- 宮河愛一郎
- 青山瑠里
- 上條駿
- 工藤広夢
- 小島亜莉沙
- 咲良
- 俵和也
- 増山航平
- 安福毅

### スタッフ
- 原作：平野啓一郎『ある男』（文春文庫 / コルク）
- 音楽：ジェイソン・ハウランド
- 脚本・演出：瀬戸山美咲
- 歌詞：高橋知伽江